# Malalbergo
Malalbergo (en dialecte bolonyès: Malalbêrg) és un comune (municipi) de la Ciutat metropolitana de Bolonya (antiga província de Bolonya), a la regió italiana d'Emilia-Romagna, situat uns 30 km al nord-est de Bolonya.
L'1 de gener de 2018 tenia 9.087 habitants.
Limita amb els següents municipis: Baricella, Bentivoglio, Galliera, Minerbio, Poggio Renatico i San Pietro in Casale.

## Ciutats agermanades
Malalbergo està agermanat amb:
- Montélimar, França (2008)